# Bagang
Bagang is een bestuurslaag in het regentschap Alor van de provincie Oost-Nusa Tenggara, Indonesië. Bagang telt 551 inwoners (volkstelling 2010).